# Хај Ролс (Њу Мексико)
Хај Ролс (енгл. High Rolls) насељено је место без административног статуса у америчкој савезној држави Њу Мексико.

## Демографија
По попису из 2010. године број становника је 834.
| Група             | 2000.    | 2010.       |
| Белци             | 0 (0,0%) | 688 (82,5%) |
| Афроамериканци    | 0 (0,0%) | 4 (0,5%)    |
| Азијати           | 0 (0,0%) | 4 (0,5%)    |
| Хиспаноамериканци | 0 (0,0%) | 114 (13,7%) |
| Укупно            | 0        | 834         |